# La Ceja de la Capilla
La Ceja de la Capilla är en ort i Mexiko.   Den ligger i kommunen Arandas och delstaten Jalisco, i den centrala delen av landet, 400 km väster om huvudstaden Mexico City. La Ceja de la Capilla ligger 2 032 meter över havet och antalet invånare är 110.
Terrängen runt La Ceja de la Capilla är huvudsakligen platt, men österut är den kuperad. Runt La Ceja de la Capilla är det ganska tätbefolkat, med 72 invånare per kvadratkilometer. Närmaste större samhälle är Arandas, 8,2 km öster om La Ceja de la Capilla. I omgivningarna runt La Ceja de la Capilla växer huvudsakligen savannskog.